# Мирное (Белокуракинский район)
Ми́рное (укр. Мирне; до 2016 г. Червоноарме́йское, до 1947 г. Красноарме́йское, до 1930 г. Стука́лово) — посёлок в Белокуракинском районе Луганской области Украины.
Население по переписи 2001 года составляло 574 человека. Почтовый индекс — 92212. Телефонный код — 6462. Занимает площадь 1,497 км². Код КОАТУУ — 4420988201.

## Местный совет
92212, Луганская обл., Белокуракинский р-н, с. Мирное  (укр.)